# Cumberland (Schiff, 1989)
Die HMS Cumberland ist eine Fregatte der Royal Navy. Schwerpunkt ist die U-Boot-Bekämpfung. Sie ist das 16. Kriegsschiff der Royal Navy, das diesen Namen trägt, und gehört zur Broadsword-Klasse.

## Geschichte
Gebaut wurde das 1989 in Betrieb genommene Schiff in Schottland. Die Höchstgeschwindigkeit beträgt 32 Knoten. Anfang der 1990er Jahre war Timothy Laurence, der Ehemann von Prinzessin Anne, Kommandant des Schiffes.
Ende Oktober 2005 brachte die Cumberland ein Schnellboot mit zwei Tonnen Kokain an Bord und geschätzten Marktwert von knapp 300 Millionen Euro auf, nachdem es zuvor vor der Küste Nicaraguas zu einer Verfolgungsjagd gekommen war.
Nach vermehrten Piratenüberfällen vor der Küste Somalias war das Schiff ab Herbst 2008 im Auftrag der NATO am Horn von Afrika unterwegs. Im November 2008 stoppte die Cumberland ein Boot somalischer Piraten. Hierbei kam es zu einem Feuergefecht zwischen dem Boot und der Fregatte, wobei drei Piraten ums Leben kamen.
Während des Aufstands in Libyen im Februar 2011 wurde die Cumberland auf dem Rückmarsch vom Persischen Golf zur Außerdienststellung in die internationalen Gewässer vor der Küste des nordafrikanischen Landes entsandt, um bei der Evakuierung der britischen Staatsbürger zu helfen.
Die Cumberland brachte am 28. Februar 2011 200 Arbeiter von Libyen nach Malta. Sie lief in den Hafen von Valletta ein.